# ヒルデガード・ハワード
ヒルデガード・ハワード（Hildegarde Howard、1901年4月3日 - 1998年2月28日）は、アメリカ合衆国の鳥類古生物学の先駆者 。ランチョ・ラ・ブレアなど、ラ・ブレア・タールピッツでの発見で知られる。1953年には女性で最初にブリュースター・メダルを受賞。ロサンゼルス自然史博物館の最初の女性館長でもある。

## 生涯
1901年4月3日、ワシントンD.C.の生まれ。父親は映画の脚本家、母親は音楽家、作曲家。1906年に両親とともにロサンゼルスに移る。
1920年、カリフォルニア大学南部分校（現在のカリフォルニア大学ロサンゼルス校）に進学。生物学教師ピリー・デヴィッドソンと出会い、研究の対象がジャーナリズムから生物学に変わる。デヴィッドソンの紹介で、鳥類古生物学者チェスター・ストックの助手となる。カリフォルニア大学バークレー校で鳥類古生物学者を専攻し、学士号取得。1924年、ロサンゼルス自然史博物館で非常勤スタッフとなる。絶滅した七面鳥「Parapavo californicus」の研究によりバークレー校で修士号を取得。バークレー校ではさらにエメリービル貝塚の化石鳥類の学位論文により1928年に博士号も得る。1929年、ロサンゼルス自然史博物館に復帰すると、1951年に科学館長に指名された。1961年に勇退するも、研究は続け、鳥類の進化に関する本を出版した。解説した数は博物館在職中から引退後まで、3科、13属、57種、2亜種にも及ぶ。
私生活では1930年にヘンリー・アンソン・ワイルドと結婚。ワイルドは後にロサンゼルス自然史博物館の展示課長となり、1984年死去。

## 重要な研究
ハワードの発表した科学論文は約150。
- Howard, Hildegarde (1929), “The avifauna of Emeryville shellmound”, University of California Publications in Zoology 32 (2):  301–394
- Howard described the first "toothed" bird from North America and assigned the name "Osteodontornis" to it.[6]
- Howard, Hildegarde (1962), “Fossil Birds”, Science Series 17:  44
- Howard, Hildegarde (1969), “A New Avian Fossil from Kern County, California”, The Condor 71 (1):  68–69, doi:10.2307/1366050, JSTOR 1366050
- Howard, Hildegarde (1970), “A review of the extinct avian genus, Mancalla”, Contributions in Science 203:  1–12

## 受賞
- 1953年 - ブリュースター・メダル（女性として初の受賞[2]）
- 1962年 - グッゲンハイム・フェロー（地球科学）[7]
- 1963年 - クーパー鳥学会名誉会員[8]
- 1977年 - 南カリフォルニア科学アカデミーに彼女の名前にちなんだ「ヒルデガード・ハワード」[2]

## Further research
- Joyce Harvey & Marilyn Ogilvie (2000), The Biographical Dictionary of Women in Science, Volume 1, pp. 621 et seq
- Campbell, Kenneth E., Jr., editor. 1980. "Papers in Avian Paleontology Honoring Hildegarde Howard", Contributions in Science: Natural History Museum of Los Angeles County, No. 330 (Sept. 15 1970), 296 p. (Includes biographical sketches and a bibliography of her works.)
- Campbell, Kenneth E. Jr (2000). “In Memoriam: Hildegarde Howard, 1901-1998”. The Auk 117 (3):  775–779. doi:10.2307/4089601. JSTOR 4089601.
- Campbell, Kenneth E. Jr (2000). “Hildegarde Howard”. Society of Vertebrate Paleontology News Bulletin 178:  131–133.

Archives
- Hildegarde Howard Papers, archives, George C. Page Museum, Hancock Park, California
- Hildegarde Howard Papers, archives, Natural History Museum of Los Angeles County, Los Angeles, California
- Chester Stock Papers, George C. Page Museum, Hancock Park, Museum